# Lale Aytaman
Lale Aytaman (Estambul, 1944) es una política y filóloga turca, gobernadora de la provincia de Mugla de 1991 a 1995; es la primera gobernadora en Turquía.

## Biografía
Después de graduarse de la escuela secundaria austroturca de Estambul (en turco: Avusturya Kız Lisesi) Lale Aytaman asistió al programa de intercambio de estudiantes de AFS en Phoenix, Arizona en 1962. Se graduó en el Departamento de Lengua y Literatura Alemana de la Universidad de Estambul y completó su doctorado en Lengua y Literatura Alemana en Hamburgo, Alemania y Turquía.

## Trayectoria profesional
Enseñó alemán como profesora en la Universidad de Ankara y en la Escuela Universitaria de Idiomas Extranjeros de la Universidad del Bósforo. El 6 de julio de 1991 se convirtió en la primera gobernadora en Turquía cuando fue nombrada gobernadora de Muğla por el presidente Turgut Özal, y continuó con este deber hasta 1995. Es conocida por su compromiso con la protección del medioambiente, el patrimonio cultural y la promoción del turismo en su región. En el marco de la evaluación del trabajo manual de las mujeres en la provincia de Muğla y el desarrollo de proyectos alternativos al tabaco, creó el Modelo Yeşilyurt para la protección del tejido tradicional en algodón y seda y estableció "MELSA" (Artesanías Muğla). La Universidad de Mugla, el parque Turolian y el Museo de Iassos se inauguraron durante su gobernación.
En 1995 se desempeñó como presidente de la delegación nacional turca del Congreso de Autoridades Locales y Regionales del Consejo de Europa y se convirtió en vicepresidenta del "Grupo de trabajo de planificación europea". El establecimiento de la Universidad de Muğla ha pasado a primer plano con sus actividades medioambientales.
En 1995 además fue elegida diputada de Muğla por el Partido de la Patria (ANAP). Resultó elegida como miembro de la Junta Directiva del Grupo ANAP del TBMM y como miembro de la Junta Central de Decisiones de ANAP.
Fue presidenta del Comité de Investigación del Estado de la Mujer de la Gran Asamblea Nacional de Turquía. Entre 1996 y 1999 se desempeñó como miembro de la Asamblea Parlamentaria del Consejo de Europa (PACE),  y del Comité Nacional de la Unión Europea Occidental. Se convirtió en la primera parlamentaria turca en el Consejo de Europa que fue elegida presidenta de un comité, fue la presidenta de la Comisión de Medio Ambiente, Autoridades Locales y Regionales. Junto con John Hunt preparó el "Informe del Mar Negro" en la UEO. Sigue siendo miembro honorario de PACE.

## Premios
- Medalla al servicio. Cruz Roja tailandesa.[9]

## Publicaciones
Recopiló los recuerdos que vivió durante el período de la gobernación en el libro İğneli Koltukta Dört Buçuk Yıl, que fue publicado por Turkuvaz Kitap en 2008.

## Vida personal
Lale Aytaman proviene de una familia de políticos: su padre fue senador de Kocaeli entre 1975 y 1980, su tío Abdullah Köseoğlu, es un famoso político. Se casó con el embajador retirado Reha Aytaman. Tiene un hijo llamado Osman Aytaman, que es ingeniero industrial.